# Dinotoides tenebricus
Dinotoides tenebricus är en stekelart som först beskrevs av Walker 1834.  Dinotoides tenebricus ingår i släktet Dinotoides och familjen puppglanssteklar. Arten är reproducerande i Sverige. Inga underarter finns listade i Catalogue of Life.